# Lake Mountain
Der Lake Mountain ist ein Berg im Süden des australischen Bundesstaates Victoria. Er ist Teil der Great Dividing Range und liegt ca. 90 km nordöstlich des Stadtzentrums von Melbourne am Nordende des Yarra-Ranges-Nationalparks.
Am Lake Mountain liegt das (nach Besucherzahlen) beliebteste Skigebiet von Australien, was der Nähe zur Großstadt Melbourne geschuldet ist. Allerdings ist dort nur Skilanglauf möglich.
Der Lake Mountain Alpine Resort ist gemeindefreies Gebiet, umgeben von der Local Government Area Murrindindi Shire.

## Namensherkunft
Am Lake Mountain gibt es keinen See (engl.: lake), sondern er wurde nach George Lake, dem Leiter des Vermessungsamtes für dieses Gebiet, benannt.

## Einrichtungen
Der Lake Mountain Alpine Resort zwischen dem Berg und Echo Flat. Insgesamt gibt es dort 37 km gespurte Loipen im umgebenden Yarra-Ranges-Nationalpark. Hauptsächlich wird das reine Langlaufskigebiet von Familien (80 % der Besucher) besucht. Es gibt sieben Schlittenabfahrten, wovon die beiden wichtigsten für die Besucher offen sind. Der erste und beliebteste beginnt direkt am Lake Mountain Alpine Resort Day Visitor Centre, während der zweite vom ersten auf eine steilere und längere Strecke abzweigt. Snowboardfahren ist nicht gestattet.
Das Besucherzentrum wurde am 12. Juni 2004, einem gesetzlichen Feiertag zum Geburtstag der Königin Elisabeth, eröffnet. Es kostete AU-$ 3,7 Mio. einschließlich der Renovierung und des Umbaus zweier anderer Gebäude, einem Sanitärgebäude mit Schließfächern und einem Zentrum für Skipatrouillen mit Erster-Hilfe-Zone.
Es gibt eine Reihe anderer Einrichtungen, wie z. B. zwei voll ausgestatteten Konferenzzentren und einer Café-Bar. Letztere bleibt ganzjährig geöffnet und wird im Sommer von Wanderern und Mountainbikefahrern genutzt.
2005 wurde das Skipatrouillenzentrum so umgebaut, dass es außerhalb der Wintersaison (November – Mai) als Snow Gum Lodge – eine edle Privatunterkunft für zahlungskräftige Mieter – dienen konnte. Es war die einzige Übernachtungsmöglichkeit am Berg, wurde aber bei den Waldbränden 2009 zerstört.

## Waldbrände 2009
Die Waldbrände am 7. Februar 2009 verursachten am Lake Mountain beträchtlichen Schaden. Ein großer Teil des Waldes brannte ab und fast alle Gebäude – mit Ausnahme des Besucherzentrums mit Skiverleih und Bistro – wurden zerstört.
Mit großen Anstrengungen konnte man erreichen, dass das Gebiet für die Wintersaison 2009 wieder genutzt werden konnte. Provisorische Gebäude wurden geliefert, die als Toiletten, Unterkunft für die Skipatrouillen und Kiosk dienen. Beschädigte Holzstege und Brücken wurden wiederhergestellt.

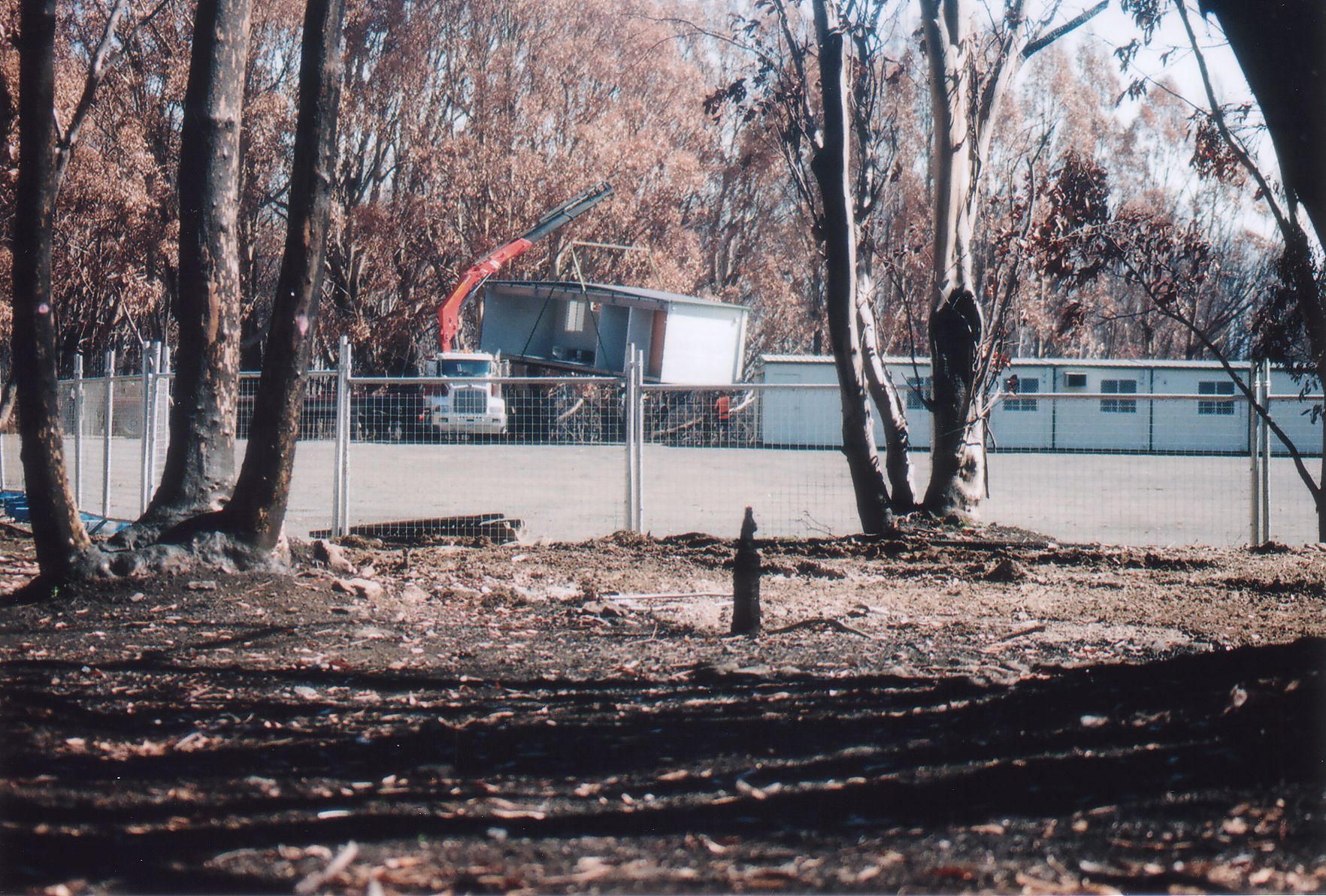
Provisorische Gebäude, die vorher am Formel-I-Kurs in Melbourne genutzt worden waren, wurden am Lake Mountain nach dem Waldbränden vom 7. Februar 2009 aufgebaut.
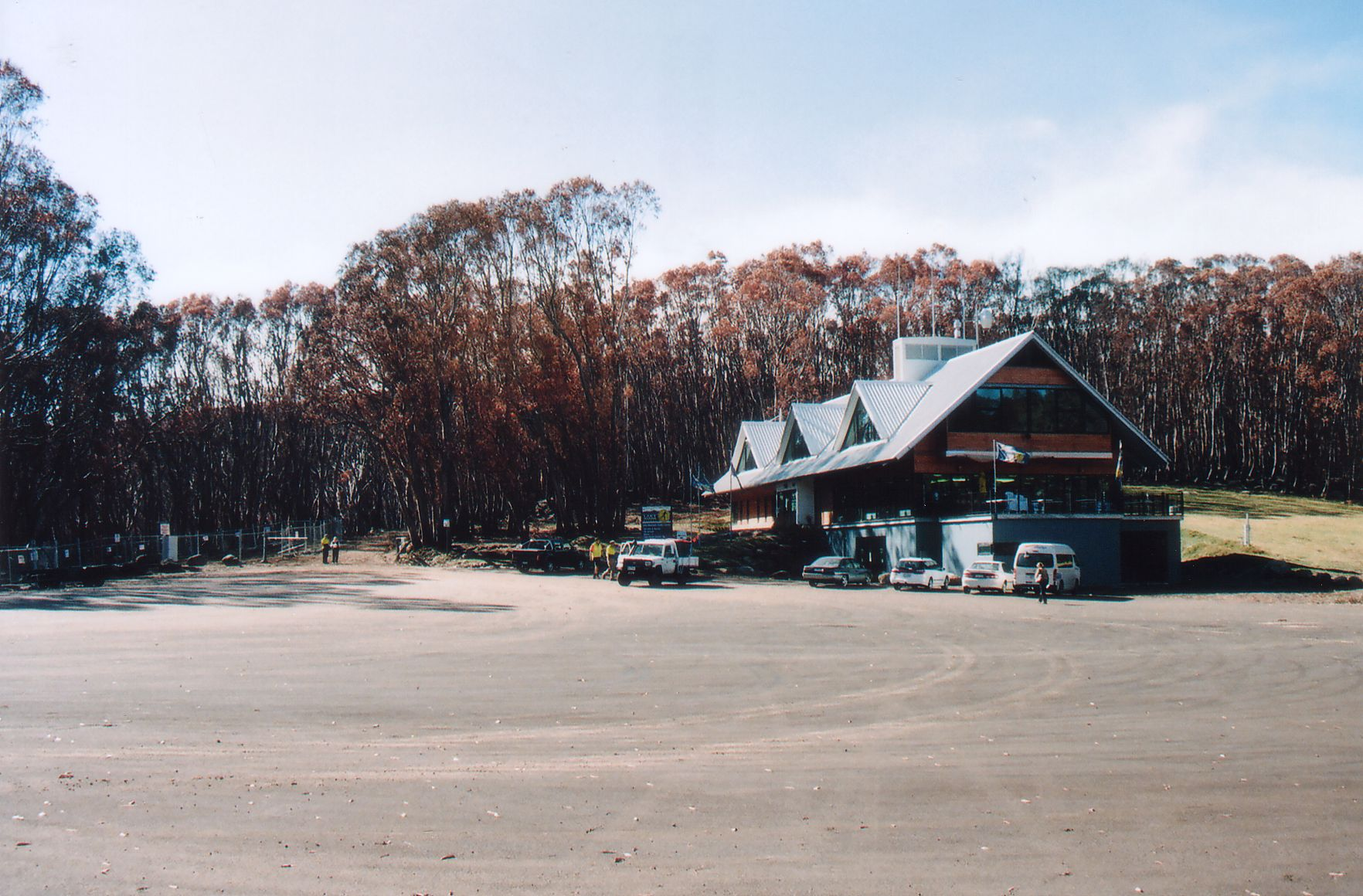
Das Besucherzentrum, das einzige nach dem Brand noch erhaltene Gebäude
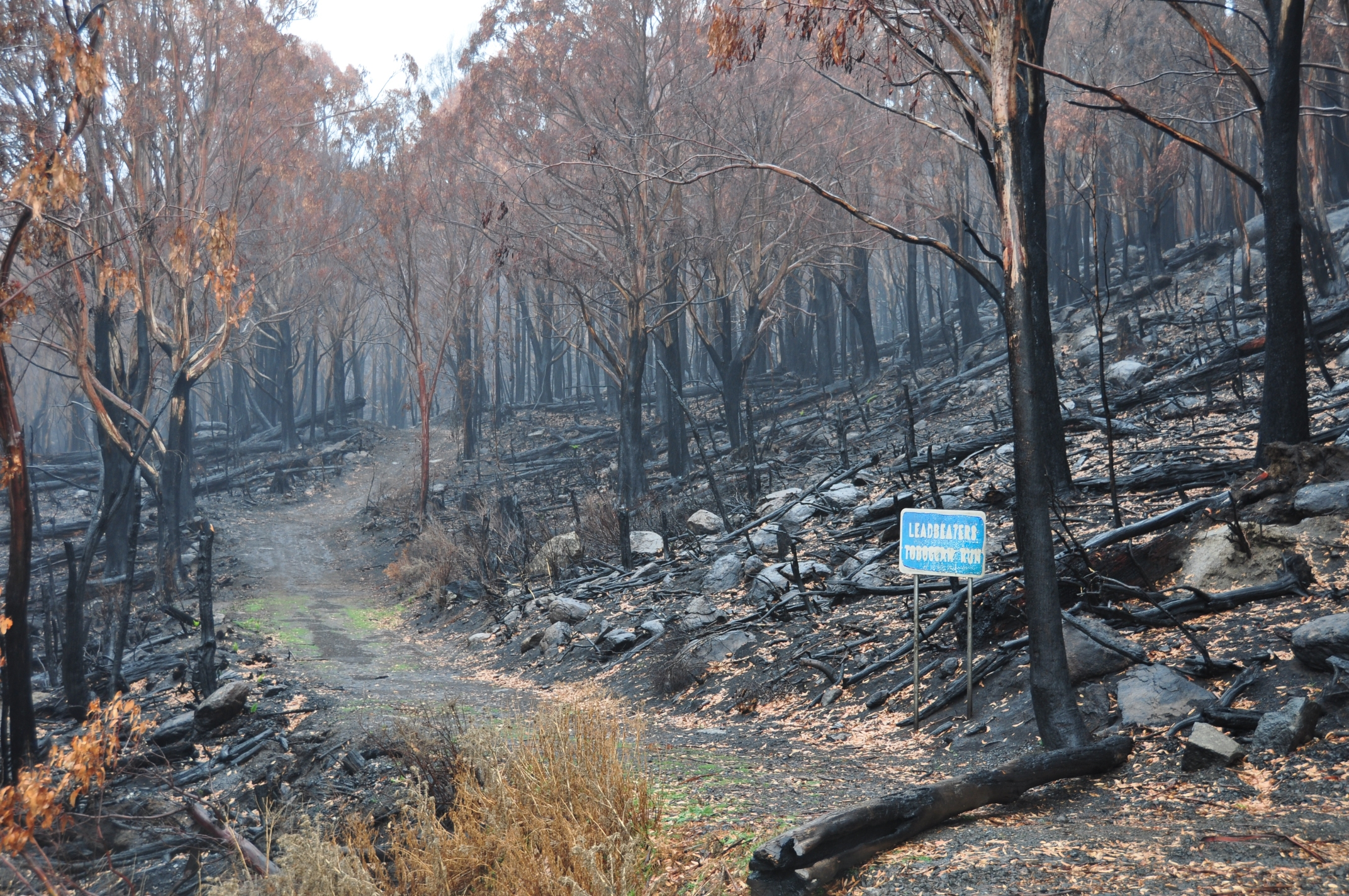
Abgebrannte Schlittenstrecke am Lake Mountain
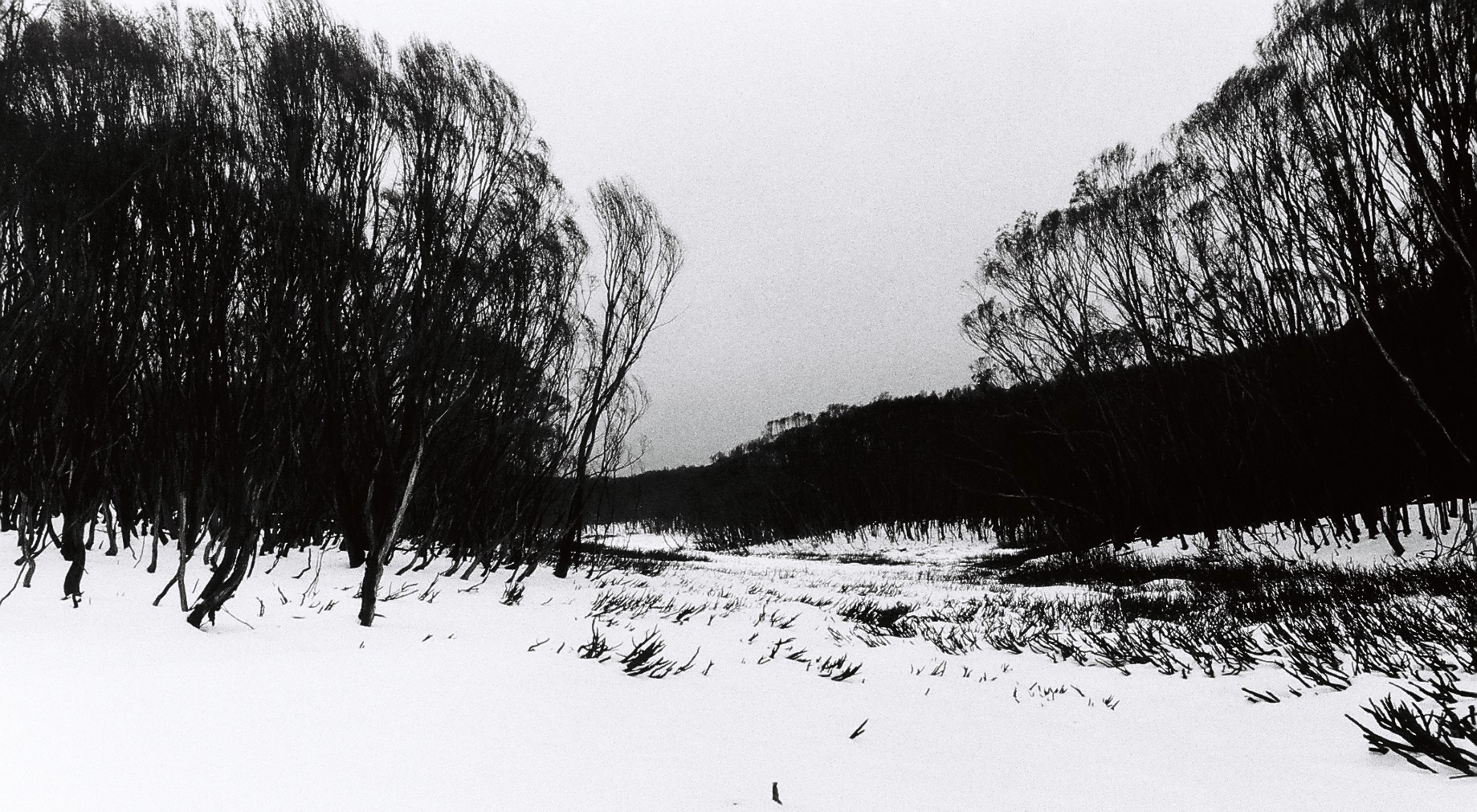
Verbrannte Bäume irgendwo an der Skiloipe

## Straßenradrennsport
Der Lake Mountain ist wegen der steilen Anstiege zum Alpine Resort ein beliebter Platz für Straßenradfahrer. Den Lake Mountain kann man von zwei Seiten erreichen: von Warburton aus über eine nervige, 40 Kilometer lange Bergstrecke entlang des Reefton-Grades und von Marysville aus über einen wesentlich beliebteren Aufstieg. Die Bergstrecke von Marysville aus ist 21,3 Kilometer lang und besitzt 3–4 % Steigung. Die ersten 4,3 Kilometer des Anstieges sind mit 8,1 % Steigung die anstrengendsten.